# Patrick Stump
Patrick Vaughn Stump (* 27. April 1984 als Patrick Martin Stumph in Glenview, Cook County, Illinois) ist ein US-amerikanischer Musiker und Musikproduzent. Er ist Frontsänger und Gitarrist der Alternative-Rock-Band Fall Out Boy. Ferner ist er als Komponist für Filmmusik tätig.

## Leben
Patrick Stump war ursprünglich Schlagzeuger. In seinem Erstsemester an der High School spielte er für eine Band namens Public Display of Infection. Zufällig traf er Joe Trohman, den Gitarristen von Fall Out Boy, als dieser über die Band Neurosis sprach, an der auch Stump interessiert war. Kurz danach traf er Pete Wentz, den Bassisten von Fall Out Boy, um für Wentz’ neues Projekt, eine Punk-Rock-Band, vorzuspielen. Er sang Through Being Cool von Saves the Day.
Patrick Stump spielt inzwischen mehrere Instrumente, u. a. Gitarre, Bass, Klavier, Trompete und Schlagzeug. Er schreibt die Gitarren- und Bassteile für Fall Out Boy.
Er arbeitete u. a. mit The Hush Sound, The Cab und Tyga zusammen. Außerdem wirkte er als Sänger in den Liedern Cupid's Chokehold und Clothes Off der Band Gym Class Heroes mit.
Patrick Stump ist auch als Musikproduzent tätig, vorwiegend für Künstler vom Label Decaydance Records, einem Unterlabel von Fueled By Ramen.
Sein eigentlicher Name ist Stumph, aber Pete Wentz riet Patrick dazu, das „h“ wegfallen zu lassen, um eventuelle Unklarheiten bei der Aussprache zu vermeiden.
2012 heiratete er seine langjährige Freundin Elisa Yao.

## Fall Out Boy (2001–2009; seit 2013)
Anfänglich spielte er als Schlagzeuger für Fall Out Boy vor. Nachdem Wentz und Trohman aber seine stimmlichen Fähigkeiten entdeckt hatten, wurde er zum Sänger der Band, ohne je vorher Gesangsunterricht gehabt zu haben.
Seit ein Gitarrist kurz vor Tourbeginn die Band verlassen hatte, ist Patrick Stump außerdem Rhythmus-Gitarrist für Fall Out Boy.
Mit der Veröffentlichung ihres Debütalbums Take This to Your Grave 2003 und seines Nachfolgers From Under the Cork Tree gelang ihnen der Durchbruch in den Mainstream. Fall Out Boys drittes Studioalbum Infinity on High debütierte auf Platz 1 der Billboard 200 Charts. Ihre nächste Platte Folie à deux wurde von den Fans jedoch teilweise kritisiert, und auch innerhalb der Band herrschten Unstimmigkeiten, worauf sie Ende 2009 entschieden, eine unbestimmte Auszeit zu nehmen, während der sie sich diversen Nebenprojekten widmeten.
Am 4. Februar 2013 gaben Fall Out Boy ihre Rückkehr bekannt und kündigten das neue Album Save Rock and Roll für April 2013 an. Nach einer darauffolgenden Tour in kleineren Hallen, einer Arena-Tour und der „Monumentour“ mit Paramore veröffentlichten sie Anfang September 2014 die Single Centuries, die erste Auskopplung aus dem für Beginn 2015 angekündigten neuen Album.

## Solokarriere
Stumps erstes Soloalbum Soul Punk wurde am 18. Oktober 2011 veröffentlicht.
Schon einige Zeit vor der geplanten Veröffentlichung des Albums stellte Stump zwei Versionen seines Songs Spotlight bei YouTube ein und bat seine Fans zu entscheiden, welche Version auf seinem Album erscheinen sollte.
Zuvor veröffentlichte er eine EP mit dem Titel Truant Wave und tourte danach durch die Staaten und Europa. Jedoch blieb der Erfolg aus, worauf er sich aus der Öffentlichkeit zurückzog, um vorwiegend als Produzent zu arbeiten.

## Filmografie (Auswahl)
- 2017: Gnomes & Trolls (Gnome Alone)
- 2019: Most Likely to Succeed (Dokumentarfilm)
- 2019: The Banana Splits Movie
- 2021: Mark, Mary & Some Other People
- 2021: Black Friday – Überlebenschance stark reduziert! (Black Friday)
- 2022: Dead End: Paranormal Park (Serie)
- 2023: Sick Girl – Lügen haben kurze Beine (Sick Girl)